# Silurus mento
Silurus mento е вид лъчеперка от семейство Сомови (Siluridae). Видът е критично застрашен от изчезване.

## Разпространение
Видът е ендемичен за езерото Диан Чи в Китай.

## Описание
На дължина нараства до 21,5 см.